# 4.ª Cúpula da Unasul
A 4ª Cúpula Sul-Americana foi a reunião de cúpula entre os chefes de Estado e de governo da União de Nações Sul-Americanas (Unasul) que ocorreu em 26 de novembro de 2010 em Georgetown, capital da Guiana.
Ao todo, oito chefes de Estado e quatro diplomatas dos países-membros da Unasul participaram da reunião cujo objetivo foi firmar um protocolo adicional ao Tratado Constitutivo e eleger um novo Presidente pro tempore. Para o cargo de Presidente da Unasul, foi eleito o presidente da Guiana, Bharrat Jagdeo, em sucessão à Rafael Correa, presidente do Equador.

## Participantes

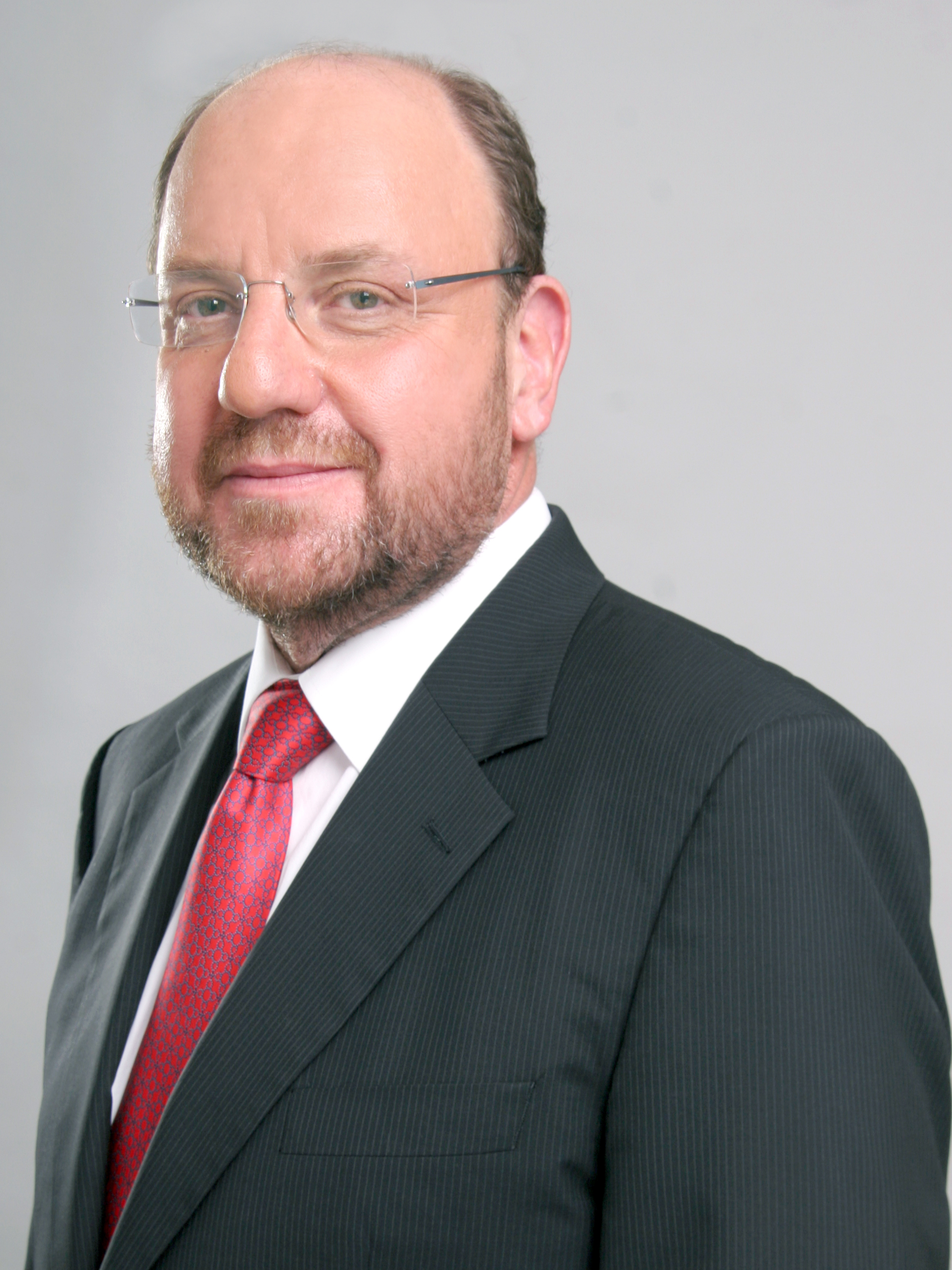
CHL Alfredo Moreno
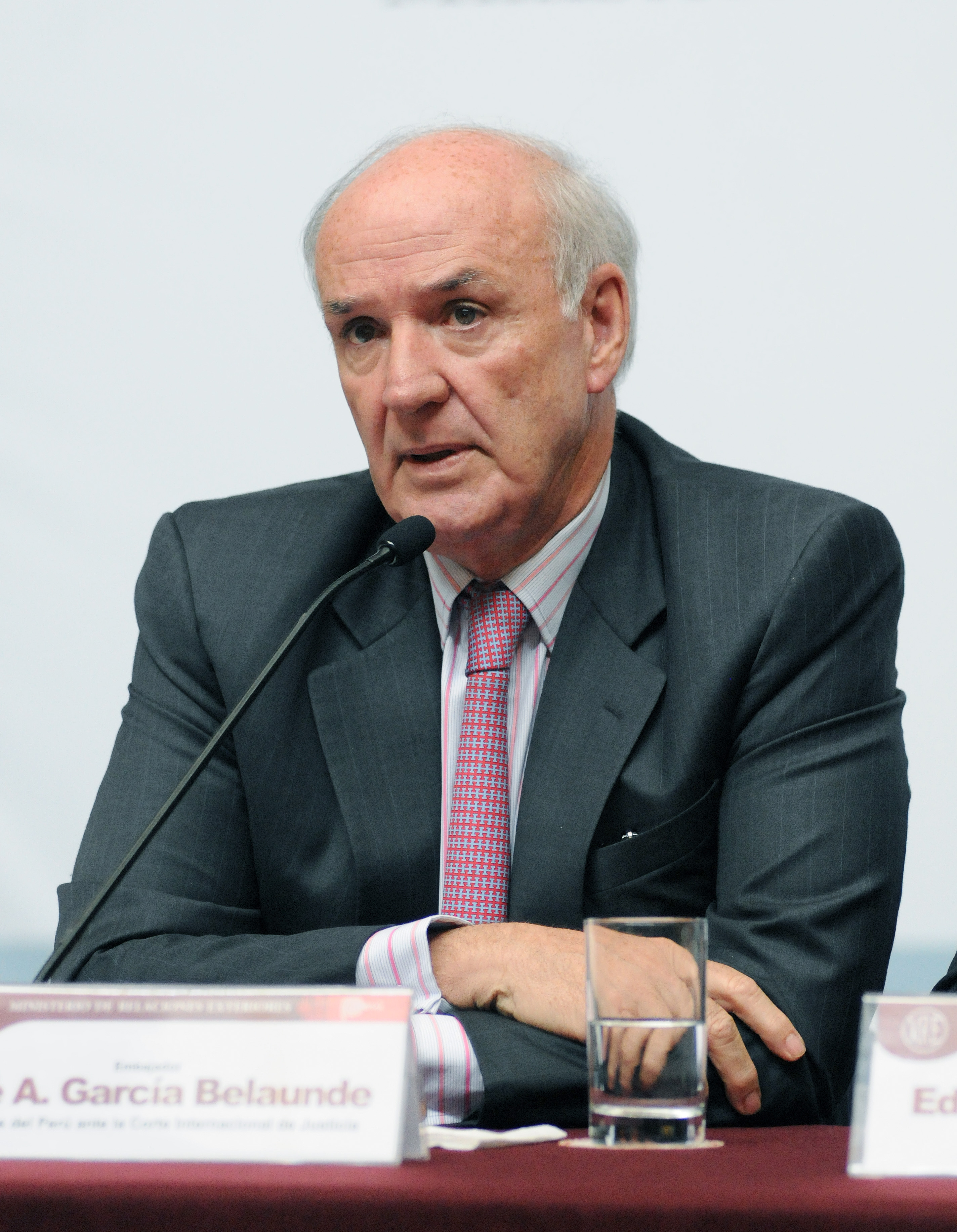
PER José García Belaúnde
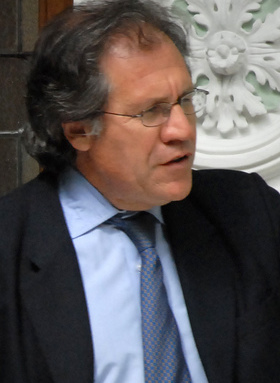
URU Luis Almagro

A cúpula reuniu oito presidentes dos países-membros da Unasul. Bolívia, Chile, Peru e Uruguai enviaram representantes do governo no lugar de seus respectivos presidentes.

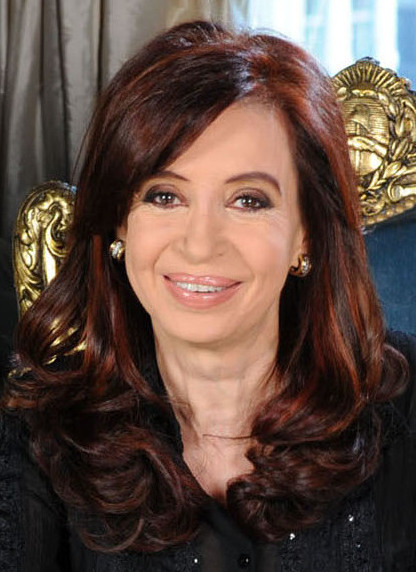
ARG Cristina Kirchner
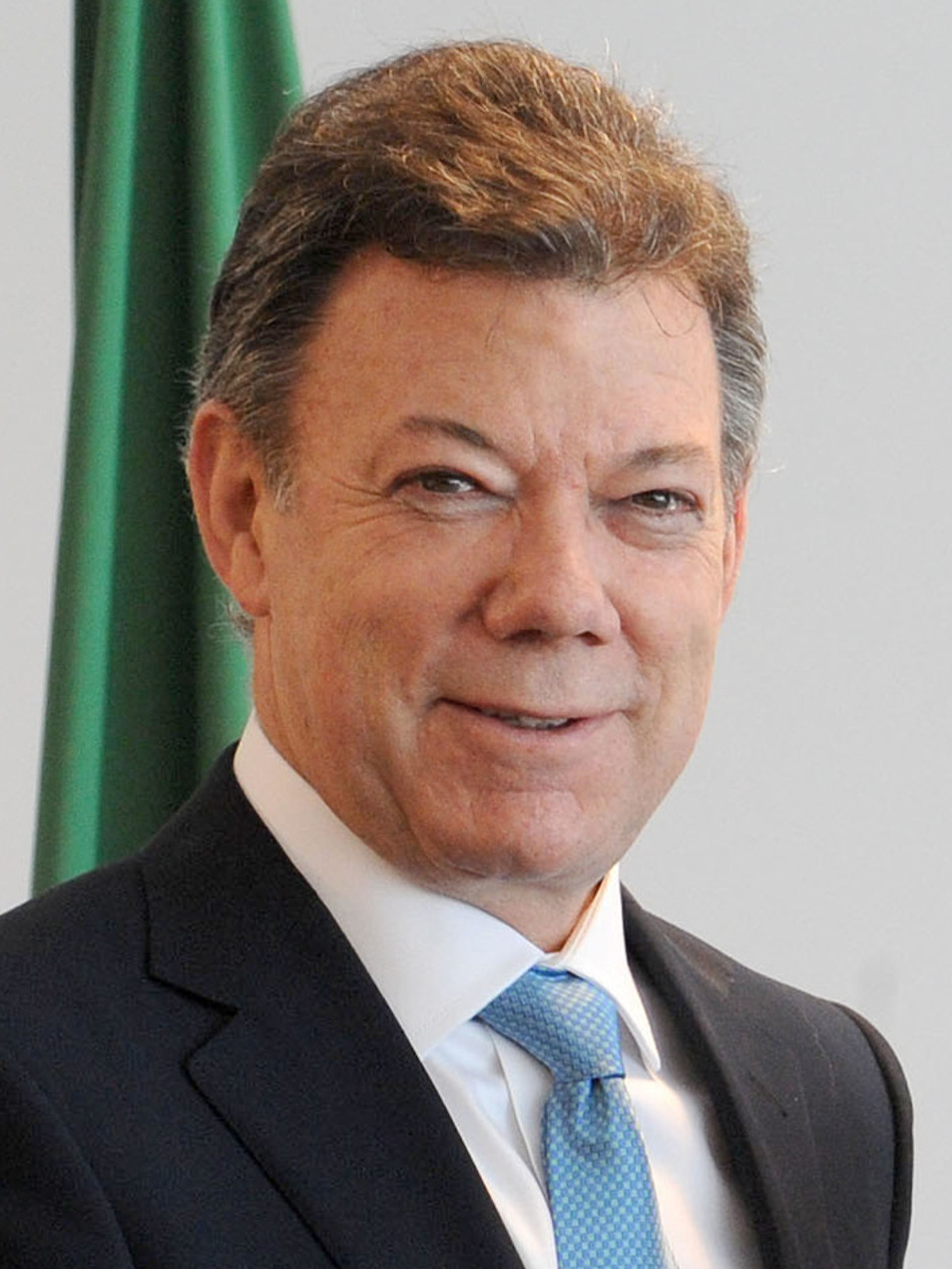
COL Juan Manuel Santos
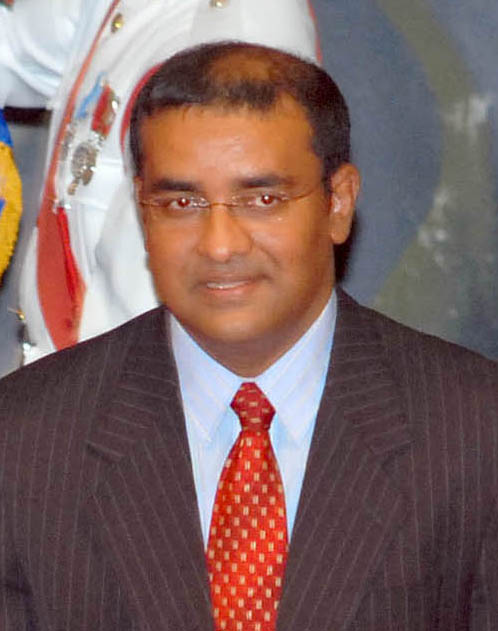
GUY Bharrat Jagdeo
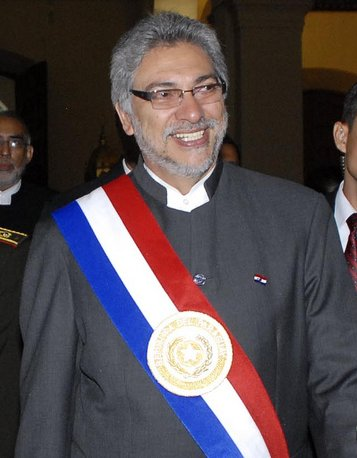
PAR Fernando Lugo
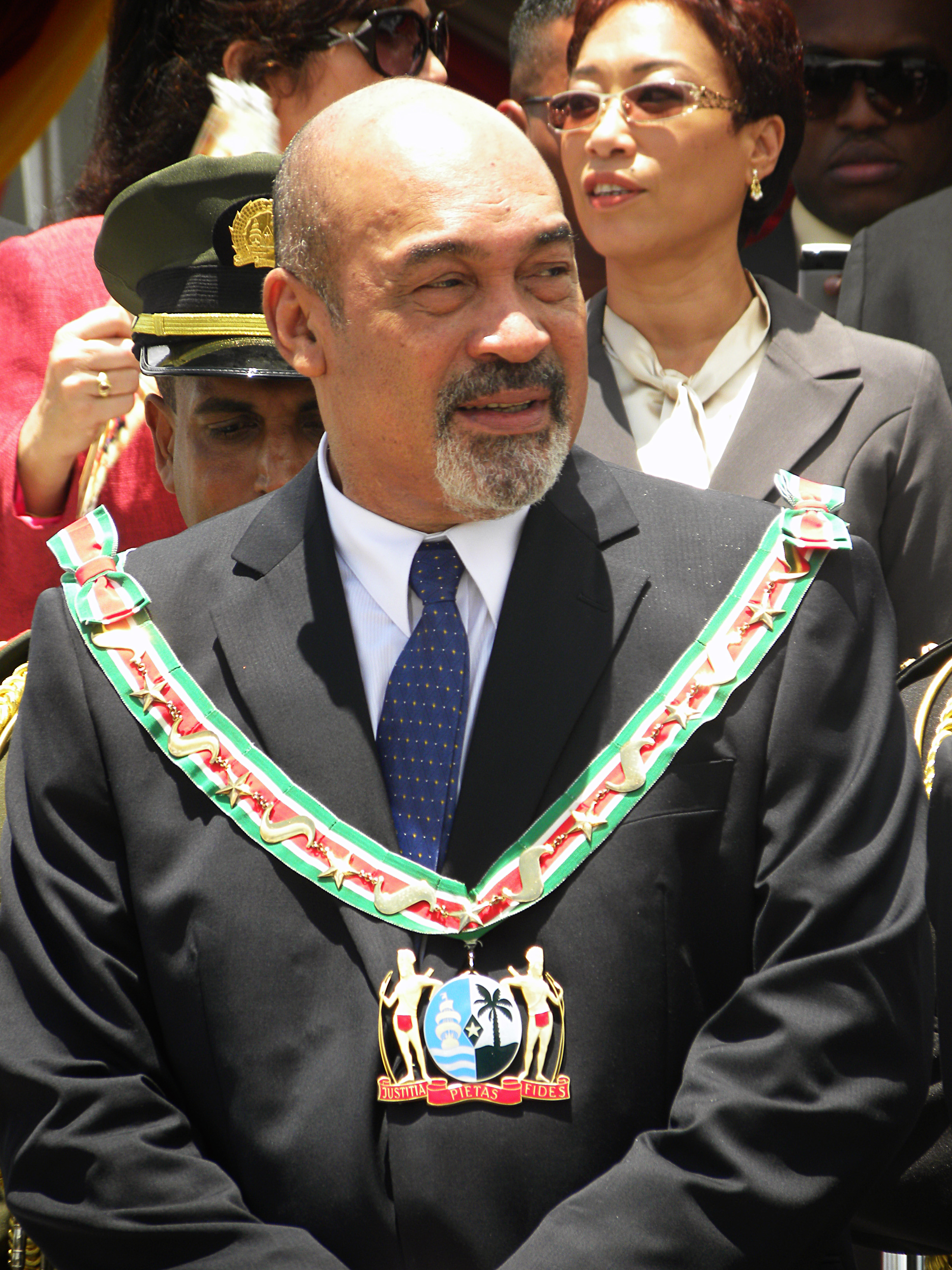
SUR Desi Bouterse
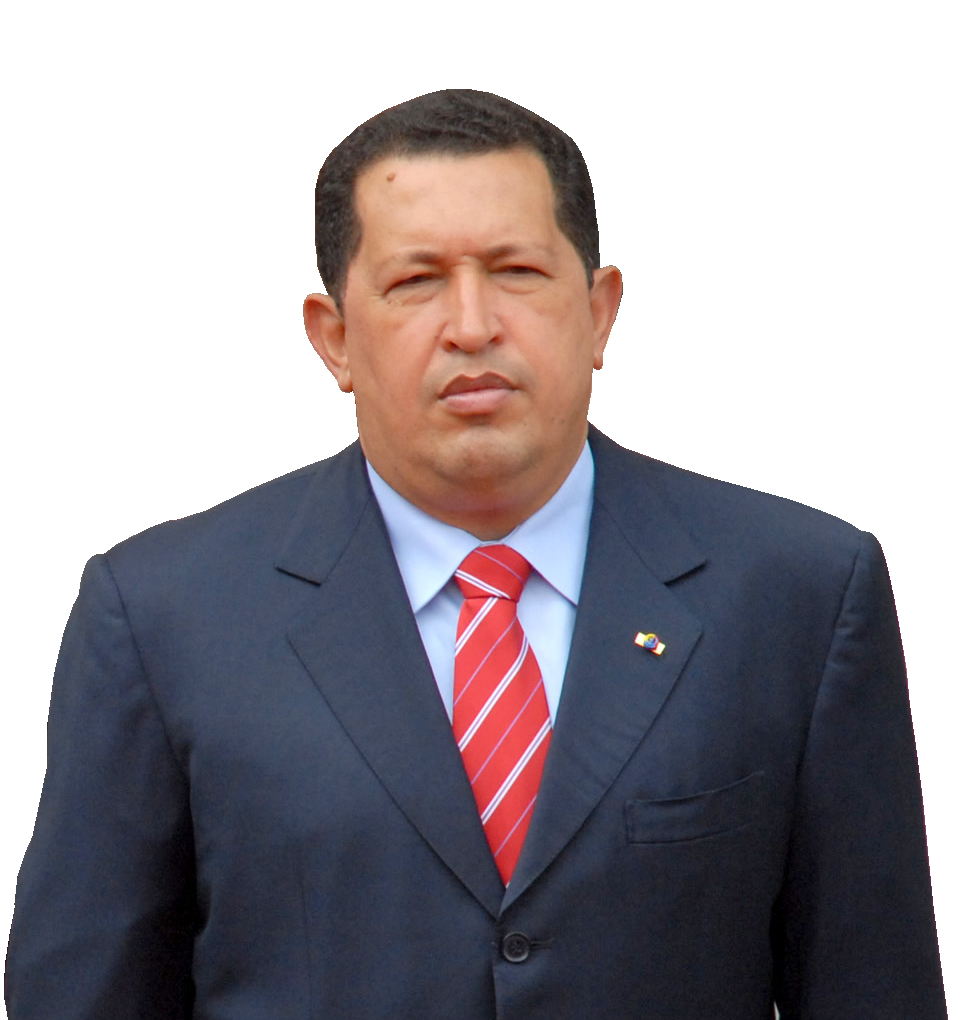
VEN Hugo Chávez

- Argentina
Cristina Kirchner
- Colômbia
Juan Manuel Santos
- Guiana
Bharrat Jagdeo
- Paraguai
Fernando Lugo
- Suriname
Desi Bouterse
- Venezuela
Hugo Chávez

Ministros das Relações Exteriores
- Chile
Alfredo Moreno
- Peru
José García Belaúnde
- Uruguai
Luis Almagro

## Temas

### Integração regional
O Presidente Lula pediu aos demais chefes de Estado mais esforços para seguir com o projeto de integração da América do Sul, defendendo a "eliminação das assimetrias". Lula foi aplaudido diversas vezes durante o discurso e prestou homenagem ao primeiro secretário-geral da organização, Néstor Kirchner, que havia falecido no mês anterior.

### Secretário-geral
Os líderes reunidos decidiram prorrogar a eleição do Secretário-geral da Unasul até o próximo encontro em que todos os Chefes de Estado estivessem presentes, o que seria em Mar del Plata em 2011.

### Ilhas Malvinas
Sobre a chamada Questão da Soberania das Ilhas Malvinas, líderes decidiram pela proibição do atracamento de navios com a bandeira malvina em qualquer porto dos países-membros. A medida foi considerada um ato de defesa aos interesses da Argentina, um dos países envolvidos na questão e segunda maior economia da organização. A Guiana, país da Commonwealth assim como as Malvinas, também aderiu ao acordo.